# Dolichopoda makrykapa
Dolichopoda makrykapa — вид прямокрилих комах родини рафідофоріди (Rhaphidophoridae). Вид є
троглодитом, тобто постійним мешканцем печер.

## Поширення
Вид зустрічається у печерах у Греції на острові Евбея у місцевості Макрикапа.